# Mikes György (humorista, 1912–1987)
Mikes György (angolul: George Mikes; Siklós, 1912. február 15. – London, 1987. augusztus 30.) magyar és angol író, újságíró, humorista.

## Élete és munkássága
Apja, Mikes (Kohn) Alfréd (1882–1922), a sikeres ügyvéd kívánságának megfelelően jogi diplomát szerzett a Budapesti Tudományegyetemen 1933-ban, azonban szakmája helyett újságírói hivatásba kezdett a Reggel című lapnál. Egy időben ő írta a Színházi Élet számára az Intim Pista rovatot. 1938-ban mint levelezőtárs a Reggel és a 8 Órai Ujság Angliába kiküldött tudósítója lett. A Reggelnek 1940-ig dolgozott. Zsidó származása miatt jobbnak látta a nácizmus elől Angliában maradni, 1946-ban brit állampolgárrá lett. Magyarul és angolul írt, többek között a következő angol és nyugati magyar lapoknak dolgozott rendszeresen: Observer, Times Literary Supplement, Encounter, Irodalmi Újság, Népszava, bécsi Magyar Híradó, Világ. 1939-től a BBC magyar osztályán a BBC külső, majd 1950-ig belső munkatársa volt, televízióriportokat készített. 1975-től haláláig rendszeresen szerepelt a Szabad Európa Rádió magyar nyelvű adásaiban, ezalatt elnöke volt a Hontalan Írók PEN központja londoni csoportjának is, továbbá tagja volt az irodalmi és színházi élet legszellemesebbjeit tagjai közé gyűjtő Garrick Clubnak is.
Barátai közé számíthatta Arthur Koestlert, J. B. Priestley-t és André Deutschot is, aki kiadójaként nagyban hozzájárult Mikes sikertörténetéhez.
Legjobb művei Mikes való életbeli figurájával összhangban mulatságosak, ritka szarkasztikusak, anekdotázóak és sohasem unalmasak voltak.
Több mint negyven könyvéből 35-ben mint humoristával találkozhatunk vele, a legjobbakat a háború utáni idők brit klasszikusai között tartják számon. Az Encyclopedia of British humorists tanúsága szerint a magyar és az angol humor jellegzetességei keverednek műveiben, egyrészről egy nemesi és zsidó tradíció, másrészről A. A. Milne humora ötvöződnek nála; legjobb művei pedig a legelsők és a hosszú életű író alkotóidőszakának a végéről valók; csípős, de nem bántó a humora.
Csaknem évenként jelent meg egy-egy könyve és ezeket sok nyelvre lefordították. Az első, How to be an alien című könyvét 1946-ban adták ki, amely Karinthy Frigyes stílusában az angolokat figurázta ki átütő sikerrel. Az angolok jól emlékeznek a könyv Nemi élet című fejezetére, mely csak egyetlen mondatból állt: "A szárazföldi európaiaknak van nemi életük, az angolok viszont csak forróvizes palackot visznek ágyba". Magyar változata Anglia papucsban címmel jelent meg 1947-ben. Ezt a könyvét huszonkét nyelvre fordították le és harminckilenc országban adták ki.
„Az emigrációban sem vesztette el kapcsolatát a magyar irodalommal, sőt Mikes egyik életcélja volt, hogy a magyar irodalom jó hírét elvigye angol nyelvterületre, és legjobbjainkat ott bevezesse és népszerűsítse.”
Miután kellően kimúlatta magát a britek rovására, Mikes számos országot bejárt, és többnyire egy-egy könyvre valót gyűjtött össze róluk. Világjárása közben éles szemmel figyelte a helyi karaktereket és frappáns humorral, iróniával írta le tulajdonságaikat, a megírtakhoz az adott nép saját helyi tréfáit is hozzákeverte. Emlékezetes könyvek ebből a sorozatból: Németországról az Über Alles (Mindenek felett), Izraelről a Milk and Honey (Tejjel-mézzel), az Egyesült Államokról a How to Scrape Skies (Hogyan karcoljunk felhőt), Japánról pedig The Land of the Rising Yen (A felkelő jen országa).
Miután betöltötte a hetvenet, újra visszatért a britekhez, és 1987-ben megírta újabb klasszikusát: How to be a brit. Ugyanebben az évben, Londonban halt meg.
1991. szeptember 15-én siklósi szülőházának falán emléktáblát avattak tiszteletére.

## Magyarul megjelent könyvei
- Anglia papucsban (a How to be an Alien magyar változata), Grill, Budapest 1947, ISBN 0-582-40186-0
- Amerika papucsban (a How to Scrape Skies magyar változata) Grill, Budapest 1948)
- Ígéret földje (Milk and Honey, The Prophet Motive magyar változata, ford. Kelemen Kálmán) Grossmann, New York–Genf, 1953)
- Egy híjján húsz: napló és útirajz. (hely nélkül): Lincolns-Prager, Magyar Írók Könyvesháza kiadványai. 1954.
- The Hungarian Revolution (London, 1957, 1958)
- Talicska. humoreszkek, esszék, sóhajtások. London: Big Ben (1958)
- Dél-Amerika papucsban (a Solo across South America magyar változata) (São Paulo, 1962)
- How to be Seventy (emlékirat, London, 1982)
- Arthur Koestler (London, 1983)
- Papucsban; ford. Borbás Mária, Dezsényi Katalin, vál., előszó Ungvári Tamás; Múzsák, Bp., 1987
- Tsi-Tsa és Tsai; ford. Borbás Mária et al., vál. Borbás Mária; Európa, Bp., 1990 (Vidám könyvek) ISBN 963-07-4955-6
- Hogyan legyünk szegények (eredeti cím: How to be poor), Halász Zoltán (ford.), Budapest: Magyar Világ Kiadó (1992. március 23.). ISBN 963-7815-42-2
- Hogyan legyünk szegények; ford. Halász Zoltán; Háttér Kiadó, Budapest, 2009, 1. és 2. átdolgozott kiadás. [Az illusztrációkat készítette Kelemen István]  ISBN 978-963-9365-85-8

## Angol nyelven írott könyvei
- How to be an Alien. London: Deutsch (1946) (franciául, hollandul, spanyolul, németül, svédül, olaszul, horvátul, japánul is) magyar változat: Anglia papucsban
- How to Scrape Skies (1947) magyarul: Amerika papucsban 1948, hollandul, görögül, spanyolul, németül, olaszul, szerbül, horvátul, lengyelül, japánul is
- Wisdom for Others (1950) franciául, németül is
- Milk and Honey (1950) útleírás; magyarul: Ígéret földje, franciául, németül is
- Down with Everybody! A Cautionary Tale for Children Over Twenty-one, and Other Stories (1951) németül, franciául is
- Shakespeare and Myself (1952) németül is
- Eight Humorists (1954)
- Leap through the Curtain (1955) három indiai nyelven is
- Little Cabbages (1955) olaszul, németül, hollandul, franciául is útleírás
- Italy for Beginners (1956) útleírás; olaszul, németül, hollandul, franciául is
- The Hungarian Revolution (1957) tanulmány; németül, franciául, japánul is
- Über Alles : Germany Explored. David Langdonisbn= 0-14-002871-4 (1957) németül és finnül is
- East is East (1958) hollandul, németül, franciául is útleírás;
- Talicska (1958)
- A Study in Infamy, The Operations of the Hungarian Secret Police (1959) tanulmány
- How to Be Inimitable: Coming of Age in England. Hodder General Publishing Division (1960). ISBN 0-340-16854-4
- Tango; A Solo across South America (1961) magyarul: Dél-Amerika papucsban
- The Best of Mikes (1962)
- Mortal Passion. Quartet Books (1963). ISBN 0-7043-1027-9 (regény)
- How to Unite Nations. Penguin Books (1963). ISBN 0-14-002744-0 az ENSZ-ről (finnül is)
- Prison (1963) tangy. szerk.
- Eureka!: Rummaging in Greece (1965) útleírás
- Book of Snobs (1965)
- How to be Affluent (1966)
- Komisches Europa (1966) válogatott útleírások
- Not by Sun Alone (1967) útleírás;
- Boomerang; Australia Rediscovered. London: Transatlantic Arts (1968). ISBN 0-233-96041-4
- Prophet Motive: Israel Today and Tomorro. London, Boston: Penguin Books (1969). ISBN 0-14-003355-6
- Humour in Memoriam. London: Routledge & Kegan Paul (1970). ISBN 0-7100-6687-2
- The Land of the Rising Yen. Harvard Common Press, (1970). ISBN 0876450265 Japánról
- The Land of the Rising Yen: Japan. London: Deutsch (1970). ISBN 0-233-96161-5 (útleírás)
- How to Run a Stately Home. Andre Deutsch (1971). ISBN 0-233-97737-6
- Any Souvenirs?: Central Europe Revisited. London: Penguin Books (1971). ISBN 0-14-003680-6
- The Spy Who Died of Boredom. London: Andre Deutsch (1973). ISBN 0-233-96379-0
- Charlie. London: Andre Deutsch (1976). ISBN 0-233-96842-3 (elbeszélés)
- How to Be Decadent. London: Andre Deutsch (1977). ISBN 0-233-96932-2
- How to be Decadent. Deutsch André, (1977). ISBN 0233969322 Hogyan legyünk dekadensek – megint az angolokról
- George Mikes introduces Switzerland. Transatlantic Arts (1978). ISBN 0233967575
- Tsi-Tsa: Biography of a Cat. Penguin Books, Andre Deutsch (1978). ISBN 0-14-005291-7 0-233-97063-0 (a macskájáról)
- English Humour for Beginners. London: Andre Deutsch. ISBN 0-233-97296-Xyear=1980
- How to Be Seventy: An Autobiograph. London: A. Deutsch (1982). ISBN 0-233-97453-9 emlékirat
- Arthur Koestler; the Story of a Friendship. London: Sterling Pub Co Inc (1983). ISBN 0-233-97612-4
- How to Be Poor. Sterling Pub Co Inc (1983). ISBN 0-233-97541-1
- How to be Brit (1984);
- How to Be a Brit: A Mikes Minibus. Trafalgar Square (1984). ISBN 0-233-97724-4
- How to Be a Guru. London: Carlton Books; David & Charles (1984). ISBN 0-233-97707-4
- The Riches of the Poor: A Journey Round the World Health Organization. London: Trafalgar Square (1987). ISBN 0-233-98138-1
- Switzerland for Beginners. Andre Deutsch (1993). ISBN 0-233-98851-3
- How to Be God. Andre Deutsch (1986). ISBN 0-233-97966-2
- Laughing Matter; Towards a Personal Philosophy of Wit and Humor. London: Open Court Pub Co. ISBN 0-912050-00-4
- How to Be a Yank: And More Wisdo. Andre Deutsch. ISBN 0-233-98145-4
- Coffee Houses of Europe. Thames & Hudson (1988). ISBN 0-500-54063-2

## Németül
- Gedanken Sind Zollfrei: Erfahrungen in Bayern, Osterreich, Jugoslawien Und Ungarn. Econ. ISBN 3-430-16734-5
- Die Schweiz. A. Muller. ISBN 3-275-00673-8

## Róla szóló irodalom
- Hidegkuti Béla: Aki mindig fején találta a szöget. George Mikes (Kapu, 1989. 10. sz.)
- Mikes György magyarsága. Deutsch Andréval beszélget Bart István (Magyar Hírlap, 1991. szeptember 14.)
- 66 év dióhéjban >> Mértékandó hang a hidegháborúban >> a humorista Mikes György. BBC Hungarian.com (2006. február 6.). Hozzáférés ideje: 2009. december 22.
- Kibédi Varga, Áron. The Hungarian Mikes Kör and Magyar Műhely: Personal Recollections in: The Exile and Return of Writers from East-Central Europe A Compendium), 230–241. o.
- Who's Who (1987), 1206. o.
- Mr. George Mikes. The Times (1987. szeptember 3.)
- George Mikes. Paris: Gazette Litteraire (October-November 1987)
- Ungvári Tamás. Anglia papucsban [archivált változat]. Amerikai Magyar Népszava Szabadság (2008. október 31.). Hozzáférés ideje: 2009. december 22. [archiválás ideje: 2010. augusztus 28.]